# Ципле Юрій Іванович
Юрій Іванович Ципле (нар. 30 жовтня 1956) — радянський футболіст, який виступав на позиції півзахисника. Відомий за виступами у клубах першої ліги «Прикарпаття» з Івано-Франківська та «Гурія» з Ланчхуті, зіграв також 100 матчів за клуб «Говерла» з Ужгорода в другій лізі СРСР.

## Клубна кар'єра
Юрій Ципле розпочав грати у футбол у Тячівському районі. У 1975 році він грав у молодіжному складі ужгородської «Говерли», а пізніше в аматорській команді «Солекоп» з Солотвина. У 1978 році Ципле повернувся до складу «Говерли», та розпочав виступи вже в основному складі команди в другій лізі СРСР. У 1980 році футболіст разом з партнерами по ужгородській команді Андрієм Ділаєм та Сергієм Семушиним, а також із футболістами з інших міст Геннадієм Горшковим, Володимиром Лобановим, Володимиром Терновським, Володимиром Родіоновим став гравцем команди першої ліги «Спартак» з Івано-Франківська. У складі івано-франківської команди Ципле грав протягом двох років, провів у її складі 56 матчів у першій лізі. На початку 1982 року Юрій Ципле з низкою інших західноукраїнських футболістів, зокрема Віктором Клим'юком отримав запрошення до складу львівських «Карпат», проте у зв'язку з розформуванням команди так і не зіграв у її складі. У зв'язку з цим Ципле прийняв запрошення іншої команди першої ліги «Гурія» з Ланчхуті, за яку грав до початку 1984 року, провів у її складі 50 матчів у першій лізі. Надалі футболіст повернувся на Закарпаття, і в 1987 році знову грав у складі ужгородської команди другої ліги, яка на той час була перейменована на «Закарпаття». Далі до 1995 року Юрій Ципле грав у складі аматорської команди «Ялинка» з Великого Бичкова.